# Joanna Moore
Joanna Moore (nacida Dorothy Joanne Cook; 10 de noviembre de 1934 – 22 de noviembre de 1997) fue una actriz estadounidense de cine y televisión que, entre 1956 y 1976, apareció en 17 largometrajes y participó como estrella invitada en casi un centenar de episodios de series de televisión. Después de 1976, sus problemas personales descarrilaron su carrera y solo consiguió dos papeles secundarios en el cine.
De 1963 a 1967, estuvo casada con el actor Ryan O'Neal, con quien tuvo dos hijos, Griffin O'Neal y Tatum O'Neal.
La carrera de Moore alcanzó su apogeo en la década de 1960. Durante ese tiempo, apareció como estrella invitada en varios programas populares, entre ellos Alfred Hitchcock Presents, Perry Mason, The Fugitive, Bewitched y The Real McCoys. Uno de sus papeles recurrentes fue el de Peggy "Peg" McMillan, el interés amoroso del sheriff Andy Taylor, en cuatro episodios de The Andy Griffith Show, entre 1962 y 1963. Moore fue estrella invitada en series de televisión wéstern como The Rifleman, Wagon Train (S1E2 y S7E25) y Gunsmoke (personaje principal en tres episodios: S5E21 "Coleen So Green", S5E39 "Cherry Red" y S10E34 "Honey Pot"), The Rebel, The High Chaparral, The Wild Wild West y The Virginian. En la década de 1970, su carrera comenzó a decaer debido a su adicción a las drogas y al alcohol. Moore hizo su última aparición en pantalla en 1986 y murió de cáncer de pulmón en 1997.

## Primeros años
Moore nació como Dorothy Joanne Cook el 10 de noviembre de 1934 en Americus, Georgia. Era la mayor de dos hermanas, hija de Dorothy Martha (de soltera English) y Henry Anderson Cook III. En 1941, cuando era niña, sus padres y su hermana menor sufrieron un fatal accidente de coche: su madre y su hermana murieron en el acto, mientras que su padre falleció un año después a causa de las lesiones sufridas. Moore fue entonces adoptada por una familia adinerada de la zona y cambió su nombre de Dorothy a Joanna.

## Carrera

### década de 1950
Moore debutó en televisión el 8 de noviembre de 1956 en un episodio de Lux Video Theatre. Al año siguiente, debutó en el cine en el drama policíaco de 1957 Appointment with a Shadow. Más tarde ese mismo año, apareció en episodios de Goodyear Theatre y Harbormaster, además de en otra película, Slim Carter. En 1958, tuvo un pequeño papel en el clásico del cine negro Touch of Evil, junto a Orson Welles, Charlton Heston, Janet Leigh y Marlene Dietrich, seguido de papeles más importantes en la película de terror Monster on the Campus y el western Ride a Crooked Trail.
De 1958 a 1959, Moore consiguió papeles como invitada en televisión, incluyendo Westinghouse Studio One, Suspicion, The Rough Riders, Bourbon Street Beat, Bat Masterson, The Real McCoys, Maverick, The Rifleman y Riverboat. Hizo una aparición especial en Perry Mason como el personaje principal en el episodio de 1958 "The Case of the Terrified Typist".

### década de 1960
Durante la década de 1960, Moore continuó su carrera como actriz invitada en numerosas series de televisión, además de aparecer en películas. Entre 1960 y 1961, participó como actriz invitada en Five Fingers, The Rebel, Hong Kong, The Untouchables, 77 Sunset Strip, Going My Way y Empire.
En 1962, Moore interpretó a Miss Precious en Walk on the Wild Side junto a Jane Fonda, Barbara Stanwyck y Capucine, seguida del musical Follow That Dream con Elvis Presley. Ese mismo año, Moore apareció en cuatro episodios de The Andy Griffith Show como Peggy "Peg" McMillan, el interés amoroso del sheriff Taylor, y participó como estrella invitada en el episodio "There I Am – There I Always Am" de Route 66. En 1963, coprotagonizó Son of Flubber y fue elegida para The Man from Galveston, pensada como piloto para Temple Houston. También ese año, hizo una segunda aparición como invitada en Perry Mason como Grace Olney en "The Case of the Reluctant Model". En 1964, fue estrella invitada en Bob Hope Presents the Chrysler Theatre.
De 1965 a 1967, Moore apareció como invitada en The Man from U.N.C.L.E., The Rogues, My Three Sons, Peyton Place (protagonizada por el entonces marido de Moore, Ryan O'Neal), Daniel Boone, Cowboy in Africa e Iron Horse. En 1967, Moore interpretó a Daphne Harper, una snob y antigua reina de belleza universitaria amiga de Darrin, en el episodio "Charlie Harper, Winner" de Bewitched. Durante ese tiempo, Moore también tuvo un papel no acreditado como Angie, la viuda de Jesse Cole, en Nevada Smith, protagonizada por Steve McQueen.
A lo largo de los años 50 y 60, Moore también hizo múltiples apariciones en The Millionaire, The Andy Griffith Show, The United States Steel Hour, Route 66, Wagon Train, Alfred Hitchcock Presents (y The Alfred Hitchcock Hour), Hawaiian Eye, Alcoa Premiere, Gunsmoke, The Fugitive, The Virginian, The High Chaparral y The F.B.I.

### Años 70 y años 80
Durante la década de 1970, Moore continuó con papeles como invitada en Nanny and the Professor, The Governor & J.J. y McCloud. En 1973, apareció en la adaptación televisiva de la película de 1954 Three Coins in the Fountain, también protagonizada por Yvonne Craig y Cynthia Pepper. En 1974, apareció en The Waltons en el episodio titulado "The Departure". En 1975, coprotagonizó la película The Hindenburg. Al año siguiente, apareció como estrella invitada en Petrocelli y The Blue Knight e hizo dos apariciones en Bronk.
A finales de la década de 1970, la carrera de Moore comenzó a decaer debido a problemas personales. Sus dos únicas apariciones en pantalla después de 1976 fueron en un papel secundario en la película para televisión Scout's Honor, protagonizada por Gary Coleman, y un pequeño papel en la película australiana Run Chrissie Run!

## Vida personal y muerte

### Pérdida auditiva
A principios de la década de 1960, Moore quedó sorda como consecuencia de una otosclerosis, que según su médico se debía a un depósito de calcio en el oído medio. Moore dijo que tenía que leer los labios para entender lo que decía la gente. En 1962, una operación le devolvió la audición.

### Matrimonios y hijos
El 3 de abril de 1963, Moore se casó con su tercer esposo, el actor Ryan O'Neal. La pareja tuvo dos hijos: Tatum O'Neal y Griffin O'Neal. El matrimonio fue tormentoso y la pareja se separó a principios de 1966. En febrero de 1967, su divorcio se hizo definitivo.
En febrero de 1975, se casó con el contratista de techos Gary L. Reeves.

### Adicción al alcohol y a las drogas
En 1970, Moore ingresó en el Camarillo State Hospital para recibir tratamiento psiquiátrico. Al año siguiente, fue arrestada por conducir ebria tras enzarzarse en una pelea mientras ella y sus hijos visitaban la casa de O'Neal en Malibú. Tras su arresto, perdió la custodia de sus hijos.
A finales de la década de 1970, recibía ayuda económica de su hija Tatum, que se había convertido en una actriz ganadora de un Óscar a los 10 años y en una de las estrellas infantiles mejor pagadas de la época. Los niños seguían bajo la custodia de Ryan O'Neal y, a pesar del tratamiento, Moore continuó siendo adicta a las drogas y al alcohol. Como resultado, fue arrestada cinco veces por conducir bajo los efectos del alcohol durante la década de 1980.

### Muerte
Moore fue diagnosticada con cáncer de pulmón en 1996. El 22 de noviembre de 1997, falleció 12 días después de cumplir 63 años. Su hija Tatum estuvo a su lado en el momento de su muerte. Las cenizas de Moore fueron trasladadas a su ciudad natal, Americus, Georgia, y fueron enterradas en el cementerio Oak Grove.

## Filmografía
| Año  | Título                    | Papel                                           | Notas                                                              |
| ---- | ------------------------- | ----------------------------------------------- | ------------------------------------------------------------------ |
| 1957 | Appointment with a Shadow | Penny Spencer                                   | Título alternativo: If I Should Die                                |
| 1957 | Slim Carter               | Charlene Carroll                                | [ 2 ]                                                              |
| 1958 | Flood Tide                | Barbara Brooks                                  |                                                                    |
| 1958 | Touch of Evil             | Marcia Linnekar                                 |                                                                    |
| 1958 | Ride a Crooked Trail      | Little Brandy                                   |                                                                    |
| 1958 | Monster on the Campus     | Madeline Howard                                 |                                                                    |
| 1959 | The Last Angry Man        | Alice Taggart                                   | [ 2 ]                                                              |
| 1962 | Walk on the Wild Side     | Miss Precious                                   |                                                                    |
| 1962 | Follow That Dream         | Alicia Claypoole                                |                                                                    |
| 1963 | Son of Flubber            | Desiree de la Roche                             |                                                                    |
| 1963 | The Man from Galveston    | Rita Dillard                                    |                                                                    |
| 1966 | Nevada Smith              | Angie Coe, chica del salón & viuda de Jesse Coe | sin acreditar                                                      |
| 1968 | Countdown                 | Mickey Stegler                                  |                                                                    |
| 1968 | Never a Dull Moment       | Melanie Smooth                                  |                                                                    |
| 1972 | J.C.                      | Miriam Wages                                    | Título alternativo: Iron Horsemen                                  |
| 1975 | The Hindenburg            | Mrs. Channing                                   |                                                                    |
| 1986 | Run Chrissie Run!         | Cricket coach                                   | Título alternativo: Moving Targets, (último papel cinematográfico) |

| Año  | Título                     | Papel                      | Notas |
| ---- | -------------------------- | -------------------------- | --- |
| 1956 | Lux Video Theatre          | Stephanie                  | Temporada 7 Episodio 8: "Jezebel" |
| 1957 | Goodyear Theater           | Alice Bowles               | Temporada 1 Episodio 2: "Lost and Found" |
| 1958 | Bachelor Father            | Diana Webster              | Temporada 2 Episodio 2: "Parent's Night" |
| 1958 | Alfred Hitchcock Presents  | Judy Archer                | Temporada 3 Episodio 33: "Post-Mortem" |
| 1958 | Kraft Television Theatre   | Paula Carter               | Temporada 11 Episodio 43: "Death for Sale" |
| 1958 | Perry Mason                | Patricia Taylor            | Temporada 1 Episodio 38: "The Case of the Terrified Typist" |
| 1959 | Alfred Hitchcock Presents  | Virginia Pond              | Temporada 4 Episodio 36: "Invitation to an Accident" |
| 1959 | Alfred Hitchcock Presents  | Cindy Rainey               | Temporada 5 Episodio 5: "No Pain" |
| 1959 | Maverick                   | Linda                      | Temporada 3 Episodio 8: "The Lass with the Poisonous Air" |
| 1959 | The Rifleman               | Eleanor Claremont          | Temporada 2 Episodio 4: "Obituary" |
| 1960 | Tales of Wells Fargo       | Arlene Howell              | Temporada 4 Episodio 18: "The Easterner" |
| 1960 | Gunsmoke                   | Colleen Tawny              | Temporada 5 Episodio 29: "Colleen So Green" |
| 1960 | Gunsmoke                   | Cherry O'Dell              | Temporada 5 Episodio 39: "Cherry Red" |
| 1960 | Adventures in Paradise     | Ricky                      | Temporada 1 Episodio 21: "The Siege of Troy" |
| 1961 | The Brothers Brannagan     | Amanda Barnes              | Temporada 1 Episodio 38: "A Matter of Millions" |
| 1961 | Follow the Sun             | Constance                  | Temporada 1 Episodio 14: "The Far Side of Nowhere" |
| 1961 | Route 66                   | Trinket                    | Temporada 1 Episodio 26: "A Skill for Hunting" |
| 1962 | Alfred Hitchcock Presents  | Louise Towers              | Temporada 7 Episodio 31: "Most Likely to Succeed" |
| 1962 | Ripcord                    | Jill Kelly                 | Temporada 2 Episodio 3: "Chute to Kill" |
| 1962 | The Dick Powell Show       | Jeanne Lauring             | Temporada 1 Episodio 19: "Squadron" |
| 1962 | Route 66                   | Lola                       | Temporada 2 Episodio 28: "There I Am - There I Always Am" |
| 1962 | The Andy Griffith Show     | Peggy 'Peg' McMillan       | Temporada 3 Episodio 2: "Andy's Rich Girlfriend" Temporada 3 Episodio 4: "Andy and Opie - Bachelors" Temporada 3 Episodio 6: "Barney Mends a Broken Heart" Temporada 3 Episodio 10: "Opie's Rival" |
| 1963 | Going My Way               | Gerry                      | Temporada 1 Episodio 17: "Don't Forget to Say Goodbye" |
| 1963 | The Dakotas                | Doll Harvey                | Temporada 1 Episodio 10: "Justice at Eagle's Nest" |
| 1963 | Perry Mason                | Grace Olney                | Temporada 7 Episodio 6: "The Case of the Reluctant Model" |
| 1964 | The Fugitive               | Helen Simmons              | Temporada 1 Episodio 27: "Never Stop Running" |
| 1964 | The Lieutenant             | Julie Havener              | Temporada 1 Episodio 18: "Interlude" |
| 1964 | The Alfred Hitchcock Hour  | Danielle                   | Temporada 2 Episodio 28: "Who Needs an Enemy?" |
| 1964 | The Greatest Show on Earth | Denny Greenleaf            | Temporada 1 Episodio 29: "There Are No Problems, Only Opportunities" |
| 1965 | The Alfred Hitchcock Hour  | Madeleine                  | Temporada 3 Episodio 12: "Crimson Witness" |
| 1965 | The Fugitive               | Joan Mitchell              | Temporada 3 Episodio 3: "Crack in a Crystal Ball" |
| 1965 | The Man from U.N.C.L.E.    | Fran Parsons               | Temporada 1 Episodio 15: "The Deadly Decoy Affair" |
| 1965 | The Wild Wild West         | Linda Medford              | Temporada 1 Episodio 15: "The Night of the Fatal Trap" |
| 1965 | Gunsmoke                   | Honey Dare                 | Temporada 10 Episodio 34: "Honey Pot" |
| 1966 | The Fugitive               | Ruth Bianchi               | Temporada 4 Episodio 10: "Nobody Loses All the Time" |
| 1966 | Run for Your Life          | Kay Mills                  | Temporada 2 Episodio 10: "The Man Who Had No Enemies" |
| 1966 | Felony Squad               | Betty Reilly               | Temporada 1 Episodio 16: "Miss Reilly's Revenge" |
| 1967 | Bewitched                  | Daphne Harper              | Temporada 3 Episodio 25: "Charlie Harper, Winner" |
| 1967 | T.H.E. Cat                 | Valerie Evans              | Temporada 1 Episodio 20: "Design for Death" |
| 1967 | The Virginian              | Carol Fisk                 | Temporada 6 Episodio 11: "To Bear Witness" |
| 1968 | The F.B.I.                 | Paula Gilbert              | Temporada 3 Episodio 26: "The Tunnel"[cita requerida] |
| 1969 | Judd, for the Defense      | Barbara Townsend           | Temporada 2 Episodio 24: "Visitation" |
| 1969 | The High Chaparral         | Charlene "Charly" Converse | Temporada 3 Episodio 9: "Lady Fair" |
| 1970 | The Name of the Game       | Emily                      | Temporada 3 Episodio 2: "A Love to Remember" |
| 1970 | The Most Deadly Game       | Paula Winton               | Temporada 1 Episodio 8: "Nightbirds" |
| 1974 | Police Story               | Lisa Roberts               | Temporada 2 Episodio 10: "Explosion" |
| 1974 | The Waltons                | Laura Sue Champion         | Temporada 3 Episodio 12: "The Departure" |
| 1975 | Kung Fu                    | Lula Morgan                | Temporada 3 Episodio 20: "The Brothers Caine" |
| 1976 | Petrocelli                 | Kay Willis                 | Temporada 2 Episodio 20: "Death Ride" |
| 1980 | Scout's Honor              | Ms. Odom                   | Telefilme |